# Чирюртская ГЭС-2
Чирюртская ГЭС-2 (Чир-Юртская ГЭС-2) — гидроэлектростанция у села Зубутли-Миатли в Дагестане, на реке Сулак (отводящем канале Чирюртской ГЭС-1). Имеет собственное имя — «Пионер Дагестана». Входит в состав Сулакского каскада ГЭС, образуя вместе с Гельбахской ГЭС и Чирюртской ГЭС-1 единый гидроэнергетический комплекс Чирюртских ГЭС, являющийся нижней ступенью каскада. Особенностью гидроэлектростанции является отсутствие плотины. Чирюртская ГЭС-1 входит в состав Дагестанского филиала ПАО «РусГидро».

## Конструкция станции
Чирюртская ГЭС-2 представляет собой низконапорную деривационную гидроэлектростанцию с безнапорной деривацией. Функцию подводящей деривации станции выполняет отводящий канал Чирюртской ГЭС-1. Установленная мощность электростанции — 9 МВт, обеспеченная мощность — 7 МВт, среднегодовая выработка электроэнергии — 42,8 млн кВт·ч. По принятой в России классификации, относится к малым ГЭС.
Состав сооружений ГЭС:
- здание ГЭС открытого типа длиной 30 м и строительной высотой 25 м;
- два боковых донных водосброса, совмещённых со зданием ГЭС, общей пропускной способностью 200 м³/с;
- отводящий канал длиной 1765 м, шириной 30 м и глубиной 5 м, завершающийся водоприемными сооружениями Юзбаш-Аксайской оросительной системы.

В здании ГЭС установлен один вертикальный гидроагрегат c поворотно-лопастной турбиной ПЛ 103-ВБ-500, работающей при расчётном напоре 7 м. Турбина приводит в действие гидрогенератор ВГС 700/75-72. Турбина произведена Харьковским турбинным заводом, генератор — заводом «Уралэлектроаппарат». Электроэнергия с генератора на напряжении 6,3 кВ подается на трехфазный силовой трансформатор ТДГ-10000/110/6,3 мощностью 10 МВА и далее на открытое распределительное устройство (ОРУ) Чирюртской ГЭС-1 по одной линии электропередачи напряжением 110 кВ.

## История строительства и эксплуатации
ГЭС спроектирована Бакинским филиалом института «Гидропроект». Строительство ГЭС началось в 1959 году, введена в эксплуатацию в 1964 году. 
В конце 2008 года на ГЭС был проведен расширенный капитальный ремонт, в частности, были заменены статор гидрогенератора и его система возбуждения, изменена форма отсасывающей трубы и углублён, очищен и отремонтирован отводящий канал, что привело к увеличению рабочей мощности ГЭС на 2 МВт.